# Pyreneola abyssicola
Pyreneola abyssicola is een slakkensoort uit de familie van de Columbellidae. De wetenschappelijke naam van de soort is voor het eerst geldig gepubliceerd in 1877 door Brazier.